# Rue du Général-Leclerc (Issy-les-Moulineaux)
Pour les articles homonymes, voir Rue du Général-Leclerc.
La rue du Général-Leclerc est un des axes principaux d'Issy-les-Moulineaux.

## Situation et accès

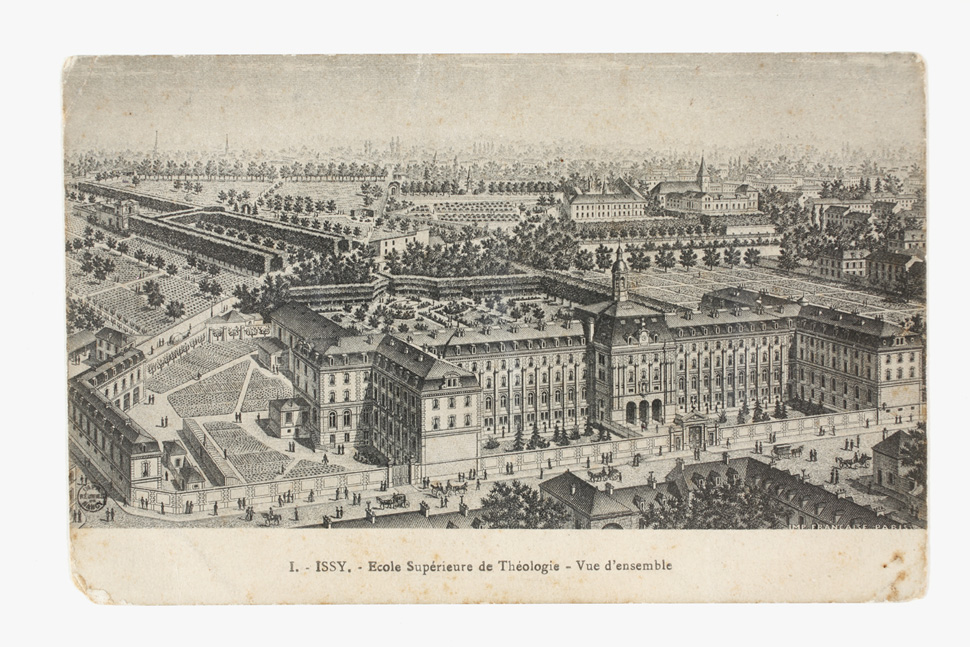
Séminaire d'Issy - Vue d'ensemble.

Orientée d'ouest en est, cette rue commence son tracé à la place du Maréchal-de-Lattre-de-Tassigny, dans l'axe de l'avenue Victor-Cresson. Elle marque le début de l'avenue Jean-Jaurès, de la rue Victor-Hugo puis de la rue Minard, avant de se terminer à la place Paul-Vaillant-Couturier, dans le prolongement de la rue Ernest-Renan.
Elle est accessible par la station de métro Mairie d'Issy et la station de métro Corentin-Celton, toutes deux sur la ligne 12 du métro de Paris.

## Origine du nom

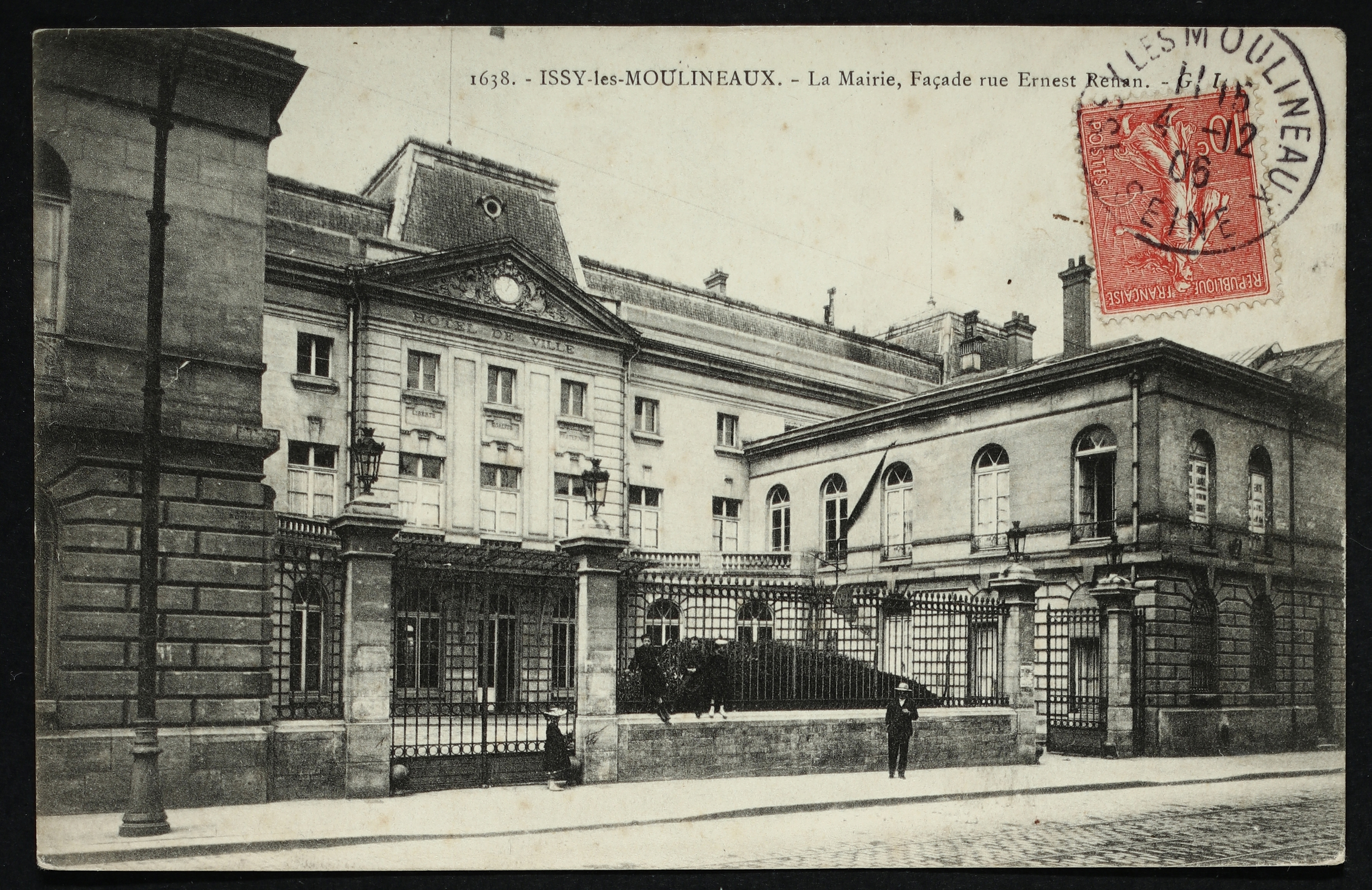
Façade de la mairie, autrefois sur la rue Ernest-Renan.

Cette rue a été créée à partir de la rue Ernest-Renan.
Son nom actuel rend hommage à Philippe Leclerc de Hauteclocque (22 novembre 1902 – 28 novembre 1947), général commandant la 2e division blindée.

## Historique

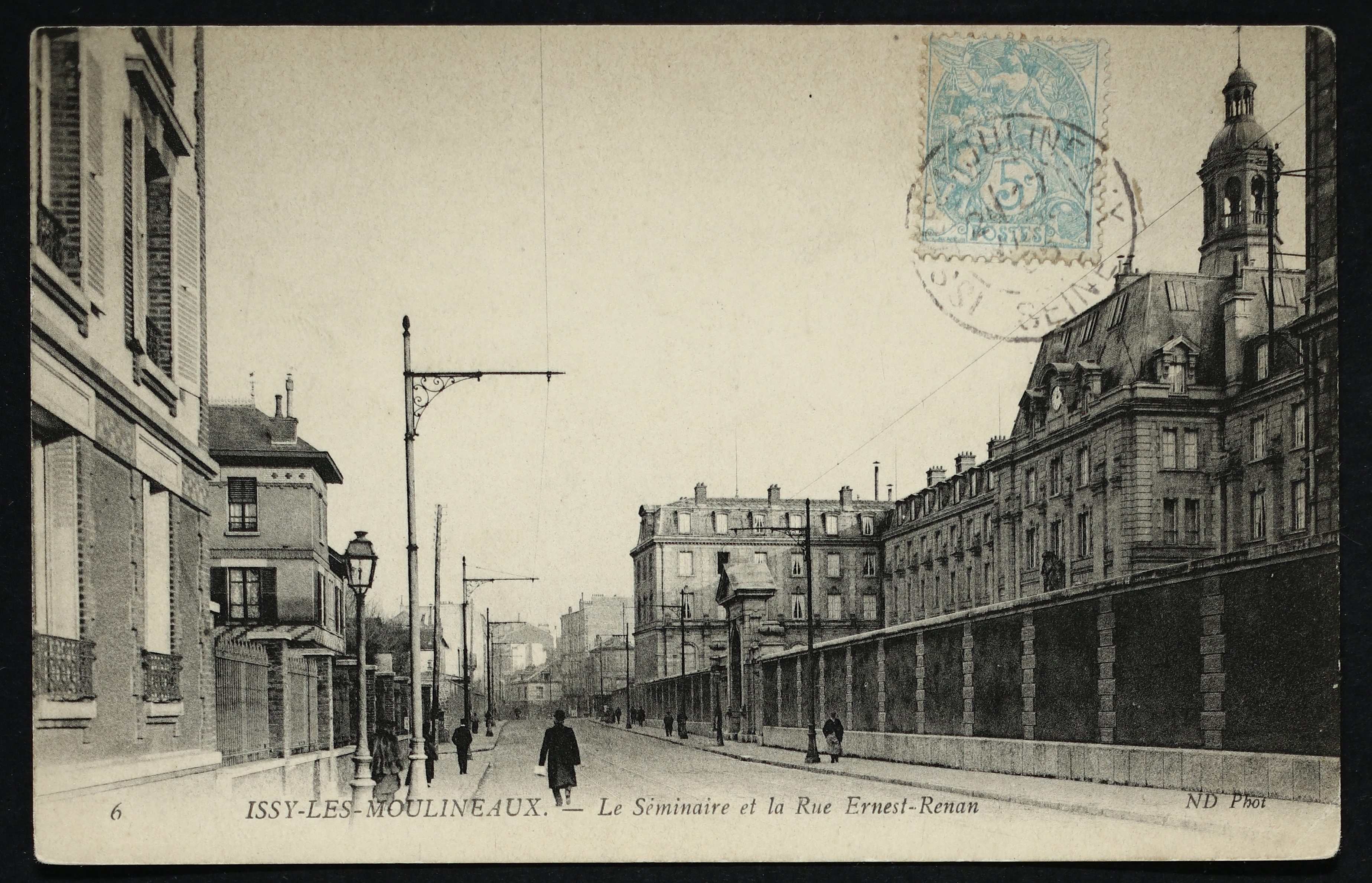
Carte postale - Issy-les-Moulineaux - Le séminaire et la rue Ernest-Renan.

Son tracé suit le très ancien chemin des hautes eaux de la Seine, et longe le pied du coteau.
Ce chemin permet de longer le fleuve jusqu'à Meudon et au-delà. Il fut réaligné au XVIIe siècle.
Elle appartient à l'ancienne Grande Rue dont des parties furent successivement renommées au fil du temps.

## Bâtiments remarquables et lieux de mémoire
- Séminaire Saint-Sulpice[4], où Ernest Renan étudia deux ans à partir d'octobre 1841[5],[6].
- Écoquartier Issy Cœur de Ville, construit sur le site de bureaux d'Orange.
- Espace Robert Savary, construit en 1910 par l'architecte Émile Delaire[7].
- Hôtel de Ville. La rue est le chemin direct joignant l'ancienne et la nouvelle mairie.
- À l'angle de l'avenue Victor-Cresson et de la rue André-Chénier[8], une stèle en hommage au Maréchal de Lattre de Tassigny, œuvre de Philippe Kaeppelin[9].